# Saint-Jean-Bonnefonds
Saint-Jean-Bonnefonds is een gemeente in het Franse departement Loire (regio Auvergne-Rhône-Alpes). De plaats maakt deel uit van het arrondissement Saint-Étienne. Saint-Jean-Bonnefonds telde op 1 januari 2022 6.594 inwoners.

## Geografie
De oppervlakte van Saint-Jean-Bonnefonds bedroeg op 1 januari 2022 11,59 vierkante kilometer; de bevolkingsdichtheid was toen 568,9 inwoners per km².

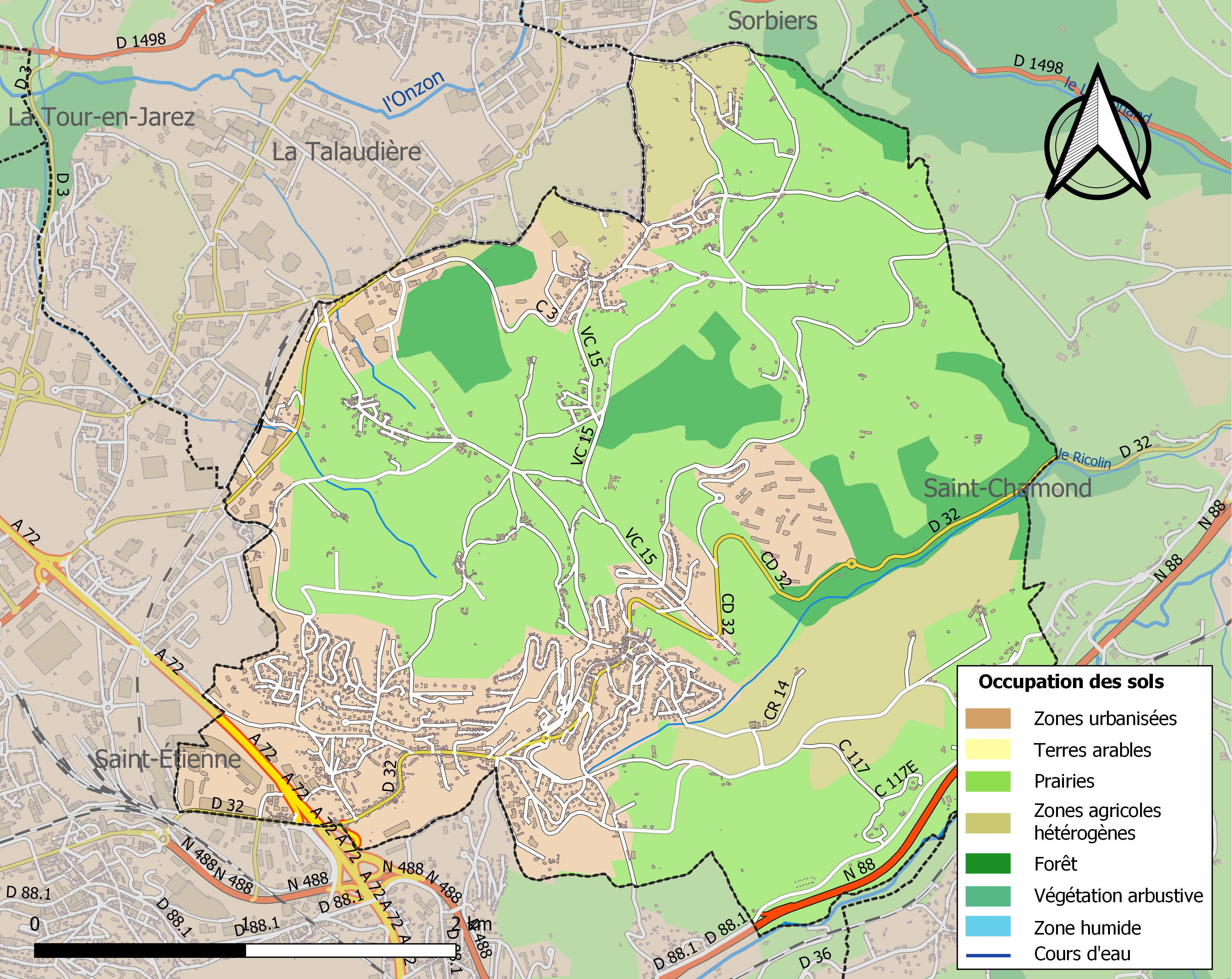
Kaart van de gemeente met de belangrijkste infrastructuur, bodemgebruik en omliggende gemeenten

## Demografie
Onderstaande figuur toont het verloop van het inwonertal (bron: INSEE-tellingen).